# Безрічнинське сільське поселення
Безрі́чнинське сільське поселення (рос. Безречнинское сельское поселение) — сільське поселення у складі Олов'яннинського району Забайкальського краю Росії.
Адміністративний центр та єдиний населений пункт — селище Безрічна.

## Населення
Населення сільського поселення становить 433 особи (2019; 679 у 2010, 1487 у 2002).